# ليندا سومرز
ليندا سومرز (بالإنجليزية: Linda Somers)‏ هي عداءة مراثونية أمريكية، ولدت في 7 مايو 1961 في بيتبورغ في ألمانيا.

## وصلات خارجية
- ليندا سومرز على موقع الاتحاد الدولي لألعاب القوى (الإنجليزية)
- ليندا سومرز على موقع أوليمبيديا (الإنجليزية)